# Broglie (Eure)
Broglie je francouzská obec v departementu Eure v regionu Normandie. V roce 2010 zde žilo 1 099 obyvatel. Je centrem kantonu Broglie.

## Vývoj počtu obyvatel
Počet obyvatel 